# Liga Nacional Antimasónica y Antisemita
La Liga Nacional Antimasónica y Antisemita fue una organización antimasónica y antisemita española fundada en 1912 por el católico y carlista sevillano José Ignacio de Urbina. Destacó por su oposición a la campaña filosefardí del doctor Ángel Pulido Fernández y recibió el apoyo de veintidós obispos mediante cartas publicadas en el periódico de la Liga El Previsor, dirigido por el propio Urbina entre mayo de 1912 y febrero de 1918.

## Historia
Tras la fundación de la Liga, Urbina se hizo con el control de El Previsor, una antigua revista sobre seguros. Entre mayo de 1912 y febrero de 1918 la revista ofrece información económica y realiza su campaña de "denuncia" de la conspiración judeomasónica. El principal apoyo lo recibió de veintidós obispos católicos mediante cartas publicadas en El Previsor. El obispo de Almería, por ejemplo, decía en la suya: «parece que todo está preparado para la batalla decisiva que ha de librarse entre los hijos de la luz y los hijos de las tinieblas, entre el catolicismo y el judaísmo, entre Cristo y Belial».
Entre mayo de 1912 y febrero de 1918, la revista publicó muchos artículos dirigidos expresamente contra las campañas filosefardíes de Pulido y contra la concesión de la cátedra de Literatura hebrea y rabínica de la Universidad Central de Madrid al judío Abraham Yahuda, traído desde Jerusalén por Pulido, en los que vuelven a aparecer los tópicos alegatos antisemitas, como los crímenes rituales contra los niños cristianos, y el complot judeo-masónico que quería destruir el catolicismo, muchos de ellos dentro de la sección "Nuestro enemigo" que escribía Teodosio, probable seudónimo de Urbina.
"Las fuentes que citan los artículos son Drumont, Kannengieser, Action Française y otros antisemitas franceses, destacando la Revue internationale des sociétés secrètes, de monseñor Ernest Jouin". En una serie de artículos sin firma titulada "Donde debe buscarse el secreto masónico" se afirmaba que la masonería era un instrumento de los judíos para destruir el catolicismo y establecer "el imperio mundial judío".
Además en la revista se pide que la gente sólo contrate o compre a empresas católicas, libres de influencia masónica o judía. Uno de los eslóganes dice: «No os fiéis del comerciante o industrial que niegue su adhesión a la LIGA ANTIMASÓNICA Y ANTISEMITA…». En la revista también se condenó la Declaración Balfour y el sionismo.
"Pero la Liga dejó de controlar la revista justo cuando el triunfo de la revolución soviética daba un nuevo impulso al antisemitismo continental. Su existencia es una manifestación tardía de la gran campaña antijudeomasónica del periodo finisecular en los medios del catolicismo integrista, y lo más significativo de ella es el apoyo que recibió por parte de más de veinte prelados, lo que nos indica hasta qué punto la jerarquía compartía las ideas de los sectores más antiliberales del catolicismo español".